# Зельцер, Уолтер
Уолтер Зельцер (англ. Walter Seltzer 7 ноября 1914 — 18 февраля 2011) — американский журналист и кинопродюсер.

## Биография
Уолтер Зельцер учился в Университете Пенсильвании с 1932 по 1934 г. В 1935 г. он переехал в Голливуд, где получил работу в театре Fox West Coast. Во время Второй мировой войны служил в морском флоте США в течение четырёх лет.
Зельцер работал пиарщиком и делал рекламную работу для таких фильмов, как Мятеж на «Баунти», а в составе группы MGM Publicity он снабжал журналистов сплетнями о таких звёздах как Грета Гарбо, Кларк Гейбл и Джоан Кроуфорд.
В 1960-х и 1970-е годы годах продюсировал фильмы для Pennebaker Productions.
В конце 1970-х годов Зельцер ушёл в отставку и ограничил свою дальнейшую деятельность только продвижением фильмов. Он входил в попечительский совет Фонда кино и телевидения, который 1986 году наградил его серебряной медалью за гуманитарные достижения.
Уолтер Зельцер провёл последние три года своей жизни в доме престарелых Фонда кино и телевидения в Вудленд-Хиллз, где он умер от пневмонии 18 февраля 2011 в возрасте 96 лет.

## Фильмография
| Год  |    | Русское название  | Оригинальное название      | Роль     |
| ---- | -- | ----------------- | -------------------------- | -------- |
| 1976 | ф  |                   | The Last Hard Men          | продюсер |
| 1974 | тф |                   | The Cay                    | продюсер |
| 1973 | ф  | Зелёный сойлент   | Soylent Green              | продюсер |
| 1972 | ф  | Угонщик самолётов | Skyjacked                  | продюсер |
| 1971 | ф  | Человек Омега     | The Omega Man              | продюсер |
| 1970 | ф  |                   | Darker Than Amber          | продюсер |
| 1969 | ф  |                   | Number One                 | продюсер |
| 1967 | ф  |                   | Will Penny                 | продюсер |
| 1966 | ф  |                   | Beau Geste                 | продюсер |
| 1965 | ф  |                   | The War Lord               | продюсер |
| 1964 | ф  |                   | Man in the Middle          | продюсер |
| 1961 | ф  |                   | Paris Blues                | продюсер |
| 1961 | ф  |                   | The Naked Edge             | продюсер |
| 1961 | ф  | Одноглазые валеты | One-Eyed Jacks             | продюсер |
| 1959 | ф  |                   | Shake Hands with the Devil | продюсер |
| 1956 | ф  |                   | The Boss                   | продюсер |